# لويس دبليو. غرين
لويس دبليو. غرين (بالإنجليزية: Lewis W. Green)‏ هو أستاذ جامعي أمريكي، ولد في 28 يناير 1806 في دانفيل في الولايات المتحدة، وتوفي بنفس المكان في 26 مايو 1863.